# Luna Park (Seattle)
Pour les articles homonymes, voir Luna Park.

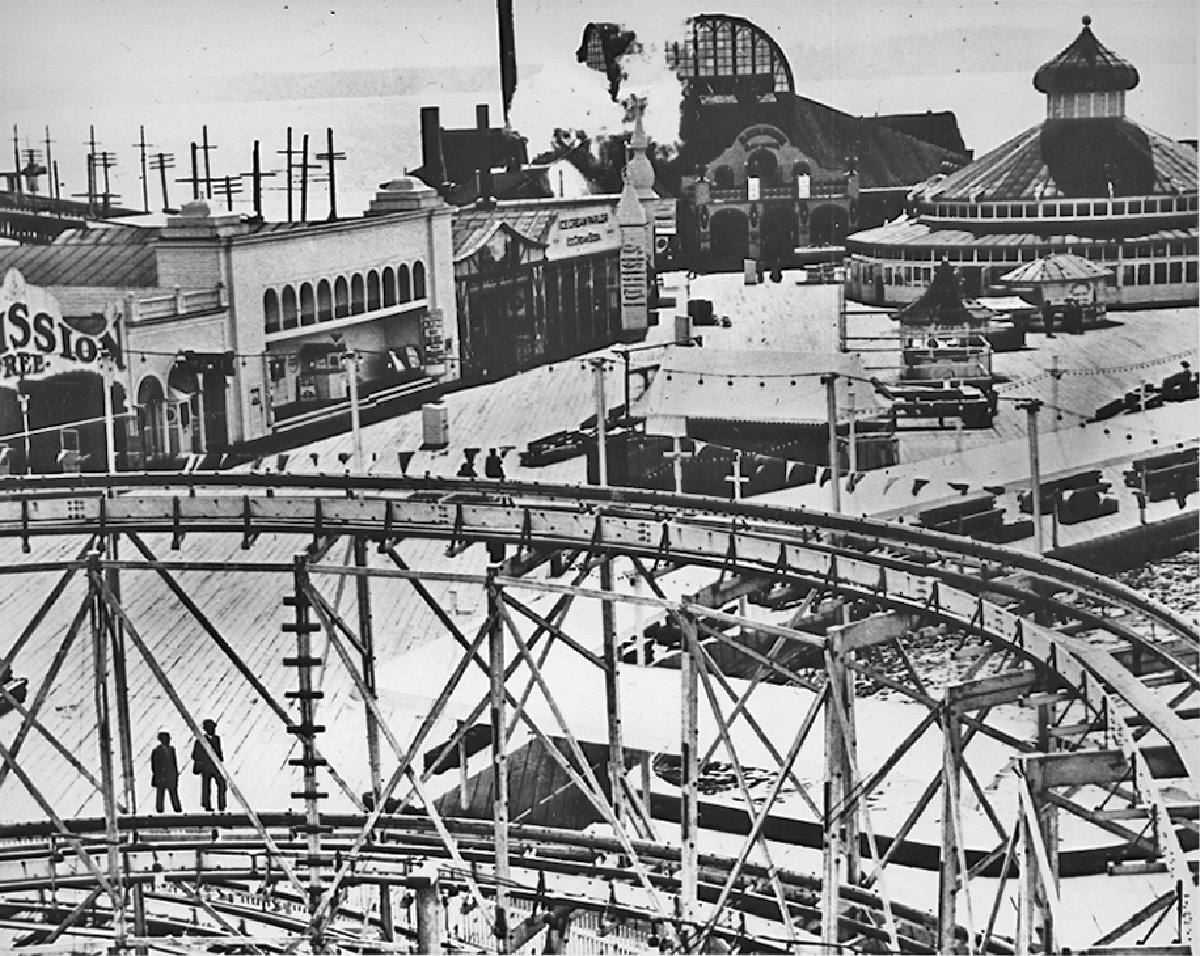
Vue sur le parc en 1910 avec le Great Figure Eight au premier plan, le en à droite et le Natatorium sur la gauche.

Luna Park est un parc d'attractions situé à Seattle, dans l'État de Washington aux États-Unis. Il fut ouvert de 1907 à 1913 et fut connu comme « le plus grand parc d'attractions de la côte ouest ». Conçu par Charles I. D. Looff, le parc prit son nom en référence au Luna park de Coney Island. Le parc d'environ cinq hectares fut construit près de Duwamish Head sur un ponton passant au-dessus de l'Elliott Bay.
Les attractions principales du parc étaient le Zeum Carousel, les montagnes russes Great Figure Eight, le Giant Whirl et le Shoot the Chutes. Le parc était également un lieu de jeux d'adresse et de hasard, avec des galeries d'arcades telles que des Stand de tir ou des chamboul'tout.
Le parc était accessible par trolley, le West Seattle ferry, ou la ligne de Luna Park du chemin de fer municipal de Seattle. En soirée, le parc était brillamment illuminé. En raison de son fort éclairage, le parc est devenu une destination sûre de nuit pour les femmes et les enfants.
Le parc fut fermé en 1913. Les attractions furent toutes démontées, à l'exception du Natatorium qui continua à fonctionner mais qui fut renommé Luna Pool. Ce dernier fut finalement détruit en 1931 lors d'un incendie.